# Relación de Gladstone-Dale
La relación de Gladstone-Dale es una ley física empírica que liga el índice de refracción  n de un gas con su densidad.  Estipula que n-1 es proporcional a la densidad ρ :
{\displaystyle n-1={\mathcal {K}}\rho }
donde K es una constante

## Aplicaciones

### Gas perfecto
en la aproximación de un gas perfecto, el índice de refracción está ligado a la temperatura T y a la presión P por
,{\displaystyle (n-1)T={\mathcal {K}}^{\prime }P}
donde K' es una constante.  Bajo pequeñas variaciones, se deduce
{\displaystyle \Delta n={\frac {{\mathcal {K}}^{\prime }}{T}}\left(\Delta P-{\frac {P}{T}}\Delta T\right)}